# Ctenidiadelphus
Ctenidiadelphus är ett släkte av bladmossor. Ctenidiadelphus ingår i familjen Hypnaceae.
Kladogram enligt Catalogue of Life:
| Ctenidiadelphus | \| \| Ctenidiadelphus plumularia \| \| \| \| \| \| Ctenidiadelphus spinulosus \| \| \| \| |
|                 | \| \| Ctenidiadelphus plumularia \| \| \| \| \| \| Ctenidiadelphus spinulosus \| \| \| \| |
|                 | Ctenidiadelphus plumularia                                                                |
|                 |                                                                                           |
|                 | Ctenidiadelphus spinulosus                                                                |
|                 |                                                                                           |